# Koili Devi
Koili Devi Mathema, nacida como Radha Basnet (Chisapani Gadi, c. 1929-1930 - Katmandú, 21 de diciembre de 2007) fue una cantante y compositora nepalí. Fue la primera mujer en ser letrista y compositora de la industria musical nepalí.

## Trayectoria
Hija de Nilam y Rambahadur Basnet, nació en un pequeño pueblo del distrito de Makwanpur en torno a 1930. Perdió a su madre cuando sólo tenía un año y cuando tenía cinco se fue a vivir con su tía paterna. A los once años, con la ayuda de su tía, entró a trabajar como asistente en el palacio del primer ministro Singh Sumsher, el cual le puso el sobrenombre de koili (pájaro cuco) después de escuchar su melodiosa voz y adoptó el nombre.
Solía cantar y bailar en el Palacio Singha Durbar, pero después de la revolución de 1951 que derrocó a la dinastía Rana como primeros ministros hereditarios, comenzó una carrera como cantante por su cuenta. Se convirtió en la primera mujer en ingresar en la industria musical nepalí. Se hizo conocida como cantante, y primera compositora de Radio Nepal, quien publicó su primera canción, "Sansarko jhamela lagdacha kya yo mela", y donde trabajó durante 44 años. Compuso y cantó más de 4.000 temas, entre canciones modernas y patrióticas. Grabó su primer disco Chitta Nirantar a los 71 años y el segundo, Hajurali, a los 74. Además de en Nepal, actuó en otros países como China.
Falleció en su casa de Ghattekulo, en Katmandú, el 21 de diciembre de 2007 a los 78 años.

## Reconocimientos
Recibió varios premios nacionales, como el Premio a la Mejor Cantante de Radio Nepal, el Subha Rayabhisek Padak, el Gorkha Dakshin Bahu V o el Chinnalata. Entre sus canciones más populares se encuentran "Jahi ra juhi phul mala gansi duwaile launla" y "Jindagi bhari nachuttine gari saino jodaunla".